# Pilaf (comida)
Pilaf, pulaw o pulau (también pilaff, pilau, pilaw o pilao) es un modo tradicional de cocinar el arroz, con hortalizas, carne de borrego o res, pollo o a veces pescado, y con condimentos picantes. Se consume habitualmente acompañado de té.
El origen de este preparado es atribuido a los turcos o a los persas, y las variantes de pilaf son frecuentes en todo el Medio Oriente, Cercano Oriente, región del Cáucaso, península de los Balcanes y en la India.
De este modo en diversos países se le dan diversos nombres: en azerí, uzbeko, kirguís y ruso se le llama plov (плов); en persa: پلو‎ polo o polow; en bosnio: pilav; en serbio: pilav o pilaff; en armenio pilav o plav (փիլավ - փլավ); en rumano: pilaf; en griego: Πιλάφι (pilafi); en turco: pilav.
El 30 de noviembre de 2016, dos candidaturas relativas al pilav fueron inscritas en la lista representativa de Patrimonio Cultural Inmaterial de la Humanidad de la Unesco: por Tayikistán la propuesta denominada El plato tradicional oshi palav y sus contextos socioculturales en Tayikistán y por Uzbekistán la denominada Tradición y cultura del "palov".